# Saint-Maur-sur-le-Loir
Saint-Maur-sur-le-Loir è un comune francese di 391 abitanti situato nel dipartimento dell'Eure-et-Loir nella regione del Centro-Valle della Loira.

## Società

### Evoluzione demografica
Abitanti censiti